# Momochi-san Chi no Ayakashi Ōji
Momochi-san Chi no Ayakashi Ouji (百千さん家のあやかし王子?), también conocida como The Demon Prince of Momochi House en inglés, es una serie de manga japonesa escrita e ilustrada por Aya Shouoto. Fue serializado en la revista de manga Shōjo Asuka de Kadokawa Shoten desde febrero de 2013 hasta agosto de 2019. Una adaptación de la serie de televisión de anime producida por Drive se estrenó en enero de 2024.

## Sinopsis
En su cumpleaños número 16, la huérfana Momochi Himari recibe inesperadamente como herencia la antigua propiedad de la familia Momochi. A pesar de las advertencias que recibió acerca de que la casa estaba embrujada y no tenía otro lugar adonde ir, decide mudarse allí de todos modos. A su llegada descubre que la casa está ocupada ilegalmente por tres apuestos jóvenes: Aoi, Yukari e Ise. Los tres inmediatamente advierten a Himari, que no se da cuenta, que debe salir de la casa lo antes posible, utilizando también la historia de los fantasmas y las maldiciones, pero ella no se rinde. Pronto, descubre que todo es verdad: su hogar parece estar en la frontera entre los mundos humano y espiritual, y ella estaba destinada a ser la guardiana entre los dos, pero su papel ya lo ha asumido Aoi.

## Characters
Himari Momochi (百千 ひまり Momochi Himari?)
 Seiyū: Saki Fujita (audio drama), Natsumi Kawaida (anime), Erika Ugalde (español latino)
Aoi Nanamori (七守 葵 Nanamori Aoi?)
 Seiyū: Kenn (actor de voz) (audio drama), Takeo Ōtsuka (anime), José Luis Piedra (español latino)
Yukari (紫?)
 Seiyū: Shinnosuke Tachibana (anime), Carlo Vázquez (español latino)
Ise (伊勢?)
 Seiyū: Yūki Ono (audio drama, anime), Abraham Toscano (español latino)
Hakka (八渦?)
Kasha (火車?)
 Seiyū: Taku Yashiro (anime), Gerardo Ortega (español latino)
Hayato Hidaka (日高 隼 Hidaka Hayato?)
 Seiyū: Seiichiro Yamashita
Takamura Nachi (那智 篁 Nachi Takamura?)
 Seiyū: Wataru Hatano (anime), Luis Manuel Ávila (español latino)

## Contenido de la obra

### Manga
El manga fue escrito e ilustrado por Aya Shouoto, Momochi-san Chi no Ayakashi Ōji se serializó en la revista manga Asuka de Kadokawa Shoten del 23 de febrero de 2013 al 24 de agosto de 2019. El manga obtuvo la licencia en Norteamérica de Viz Media en 2014. También se publicó en Francia por Soleil, en Polonia por Waneko, y en Taiwán por Kadokawa Taiwan Corporation.
Una secuela del manga comenzó su serialización limitada en la misma revista el 24 de julio de 2023.

### Anime
Durante el panel de Crunchyroll en la Japan Expo 2023, se anunció una adaptación de la serie de televisión de anime. Está producido por Drive y dirigido por Bob Shirahata, con diseños de personajes proporcionados por Mariko Oka, composición de la serie de Yasuko Aoki y música compuesta por Ayana Tsujita y Tomoyuki Kono. La serie se estrenó el 5 de enero de 2024 en Tokyo MX y otras cadenas. El tema de apertura es "Hōzuki", interpretado por Yoh Kamiyama, mientras que el tema de cierre es "Aiyue", interpretado por Muto. Crunchyroll obtuvo la licencia de la serie fuera de Asia.
El 13 de diciembre de 2023, Crunchyroll anunció que la serie había recibido un doblaje en español latino, la cual se estrenó el 26 de enero.

## Recepción
Rebecca Silverman de Anime News Network dijo que la obra de arte es similar a la de Kamisama Hajimemashita y Natsume Yūjin-Chō, pero admitió que el arte de Aya se ha vuelto más refinado en comparación con antes. Señaló que el manga es fácil de leer y el desarrollo de la historia es interesante porque deja algunas preguntas en la mente de los lectores. En una reseña del primer volumen, Kate O'Neil de Fandom Post escribió que no vio nada nuevo en el manga, pero elogió al autor por su obra de arte en color. También dijo que le parece una mezcla de muchos mangas shōjo. El sexto volumen ocupó el sexto lugar en la lista de libros más vendidos de manga del New York Times en octubre de 2016.